# Bourem-Inaly
Pour les articles homonymes, voir Bourem (homonymie).
Bourem-Inaly est une commune du Mali, dans le cercle et la région de Tombouctou et une petite ville située sur la rive gauche du fleuve Niger à 25 kilomètres de Tombouctou.
les ressortissants sont originaires de la Région de Gao et sont quasiment tous des Sonrhaïs. Ils parlant leur langue d'origine: le sonrhaï de Gao. Les habitants, tous musulmans pratiquants, portent, pour l'essentiel, les patronymes Maïga, Touré, Haïdara, etc.
La commune rurale de Bourem-Inaly est également formée d'autres villages: Hondoubouma, Héwa, Djirchi-Koïra, Allaye-Koïra, Nfazouwane, Annassay, Milala (ou Tchaway), Beregoungou, Kaaga, Tonka Mahamane Baba, Hondaw, ilot de pêcheurs, etc. En effet, la zone de Senda, très poissonneuse et située à deux kilomètres à l'est de Bourem-Inaly, fait l'objet d'une quarantaine pendant quelques mois où la pêche est interdite. Lors de la levée de ladite quarantaine, des pêcheurs de quatre régions administratives du Mali (Ségou, Mopti, Tombouctou et Gao) affluent vers Senda pour pêcher des capitaines, des carpes, des silures, des sardines, des tétrodons et toutes sortes de poissons. C’est l’occasion d’une véritable fête qui dure trois jours !